# Саматорца
Саматорца је насеље у Италији у округу Трст, региону Фурланија-Јулијска крајина.
Према процени из 2011. у насељу је живело 90 становника. Насеље се налази на надморској висини од 247 м.